# ريتشارد إي. فاغنر
ريتشارد إي. فاغنر (بالإنجليزية: Richard E. Wagner)‏ هو كاتب واقتصادي أمريكي، ولد في 28 أبريل 1941 في داكوتا الشمالية في الولايات المتحدة.